# ドイツ中央金融信用委員会
ドイツ中央金融信用委員会（ドイツちゅうおうきんゆうしんよういいんかい、ドイツ語: Zentraler Kreditausschuss）は、ドイツのクレジットカード会社の協会組織。
クレジットカードを含むペイメントカードや電子マネー「ゲルトカルテ」の規格策定などを行っている。
2011年8月に Die Deutsche Kreditwirtschaft に改名した。